# Карпушин, Сергей Васильевич
Сергей Васильевич Карпушин (23 сентября 1944, Москва, СССР — 17 февраля 2000, Москва, Россия) — советский футболист, вратарь.

## Карьера
Воспитанник ДЮСШ «Спартак» Москва. За свою карьеру выступал в советских командах «Спартак» Москва, «Волга» Калинин, «Знамя Труда» Орехово-Зуево, «Селенга» Улан-Удэ и «Сатурн» Рыбинск.
За «Спартак» провёл один матч 26 ноября 1963 года, заменив на 85 минуте Владимира Маслаченко в домашней игре чемпионата СССР с ташкентским «Пахтакором» (4:4).